# 宇喜多秀親
宇喜多 秀親（うきた ひでちか）は、江戸時代前期の人物。宇喜多秀正の嫡男。母は優婆夷宝明神社の神職奥山宮内忠次（奥山忠久の次子）の娘マス。

## 生涯
寛文9年（1669年）、八丈島に配流された大名・宇喜多氏の嫡家（宇喜多孫九郎家）の嫡男として生まれる。
父秀高の没後、家督を継承。
その後、地役人菊池正武の娘イクノを娶り、1男秀保をもうける。
元禄17年（1704年）、曾祖父宇喜多秀家の木像を、その胎内に秀家・秀高・秀正の和歌の直筆、及び法名を納めて、宗福寺に安置する
正徳2年（1712年）、難破船の船員を原因とする天然痘の大流行がおこり、島内で1000人余りの死者を出す。宇喜多7家（孫九郎・忠平・半平・半六・半七・次郎吉・小平治）のうち、秀親を始め、浮田正忠（浮田忠平）・浮田秀心（浮田半平）・浮田継栄（浮田半六）・浮田継真（浮田半七）の5家の当主も天然痘により死去した。